# Marcia Jean Kurtz
Pour les articles homonymes, voir Kurtz.
Marcia Jean Kurtz, née le 11 février 1942 à New York, est une actrice et metteuse en scène américaine.

## Biographie
Diplômée en 1964 de la Juilliard School, Marcia Jean Kurtz débute au théâtre et joue notamment à Broadway (New York) dans trois pièces, Les Chinois de Murray Schisgal (1970, avec William Devane et Alice Drummond), Execution of Justice d'Emily Mann (1986, avec Mary McDonnell et Wesley Snipes) et Tallen Than a Dwarf d'Elaine May (2000, avec Matthew Broderick et Joyce Van Patten).
Toujours sur les planches new-yorkaises, elle joue surtout Off-Broadway dès 1966. Là, citons Muzeeka de John Guare et Red Cross de Sam Shepard (1968, toutes deux avec Sam Waterston), When She Danced de Martin Sherman (1990, avec Robert Sean Leonard) et L'Atelier de Jean-Claude Grumberg (1993, avec Caroline Lagerfelt). En outre, elle met en scène deux pièces Off-Broadway en 1993 et 1998.
Cette même année 1990, elle gagne deux Obie Awards, l'un pour The Loman Family Picnic de Donald Margulies (1989), l'autre pour When She Danced précitée. Cette dernière pièce lui vaut également en 1990 une nomimation aux Drama Desk Awards (catégorie Meilleure actrice dans un second rôle).
Au cinéma, son premier film est Panique à Needle Park de Jerry Schatzberg (1971, avec Al Pacino et Kitty Winn). Suit notamment Un après-midi de chien (1975, avec Al Pacino et John Cazale), réalisé par Sidney Lumet qu'elle retrouve à plusieurs reprises, entre autres pour Dans l'ombre de Manhattan (1997, avec Andy Garcia et Ian Holm). Mentionnons aussi Il était une fois en Amérique de Sergio Leone (1984, avec Robert De Niro et James Woods), Black Swan de Darren Aronofsky (2010, avec Natalie Portman et Vincent Cassel) et Armageddon Time de James Gray (2022, avec Anne Hathaway et Jeremy Strong).
À la télévision américaine, outre des téléfilms, Marcia Jean Kurtz apparaît dans des séries dès 1968, dont New York, police judiciaire (trois épisodes, 1990-2004), Cosby (deux épisodes, 1996-1997) et Blue Bloods (un épisode, 2014).

## Théâtre (sélection)
(comme actrice, sauf mention contraire)

### Off-Broadway
- 1966 : Jonah de Paul Goodman : la duchesse / la conseillère céleste
- 1966 : Viet Rock de (et mise en scène par) Megan Terry
- 1968 : Muzeeka de John Guare : la femme d'Argue
- 1968 : Red Cross de Sam Shepard : Carol
- 1968 : Yes Yes, No No de Ronnie Paris : Ellie
- 1969 : Year Boston Won the Pennant de John Ford Noonan : Candy Cane Sykowski
- 1973 : The Orphan de David Rabe, mise en scène de Jeff Bleckner, costumes de Theoni V. Aldredge : la première Clytemnestre
- 1975 : Action de Sam Shepard : Lupe
- 1977-1978 : Le Dibbouk (The Dibbuk) de Shalom Anski : Leah
- 1985 : What's Wrong with the Picture? de Donald Margulies : Ceil
- 1986 : Today, I Am a Fountain Pen d'Israel Horovitz : Esther Yanover
- 1989 : The Loman Family Picnic de Donald Margulies : Doris
- 1990 : When She Danced de Martin Sherman : Mlle Belzer
- 1993 : Time on Fire d'Evan Handler (metteuse en scène)
- 1993 : L'Atelier (The Workroom) de Jean-Claude Grumberg : Helen
- 1998 : Uncle Phillip's Coat de Matty Selman (metteuse en scène)
- 2001 : Everett Beekin de Richard Greenberg
- 2011 : Olive and the Bitter Herbs de Charles Busch : Olive
- 2013 : The Hatmaker's Wife de Lauren Yee : la femme d'Hetchman

### Broadway
- 1970 : Les Chinois (The Chinese and Dr. Fish) de Murray Schisgal : Pu Ping Chow
- 1986 : Execution of Justice de (et mise en scène par) Emily Mann : Barbara Taylor / Dr. Solomon / Carol Ruth Silver
- 2000 : Tallen Than a Dwarf d'Elaine May, mise en scène d'Alan Arkin : Mme Shaw

## Filmographie partielle

### Cinéma
- 1971 : Panique à Needle Park (The Panic in Needle Park) de Jerry Schatzberg : Marcie
- 1971 : Né pour vaincre (Born to Win) d'Ivan Passer : Marlène
- 1971 : Believe in Me de Stuart Hagmann : l'infirmière aux urgences
- 1974 : Un justicier dans la ville (Death Wish) de Michael Winner : la réceptionniste
- 1975 : Un après-midi de chien (Dog Day Afternoon) de Sidney Lumet : Miriam
- 1984 : Il était une fois en Amérique (Once Upon a Time in America) de Sergio Leone : la mère de Max
- 1988 : À bout de course (Running on Empty) de Sidney Lumet : une employée de l'école
- 1997 : Dans l'ombre de Manhattan (Night Falls on Manhattan) de Sidney Lumet : Eileen
- 1998 : Contre-jour (One True Thing) de Carl Franklin : Marcia
- 2000 : Requiem for a Dream de Darren Aronofsky : Rae
- 2000 : Danse ta vie (Center Stage) de Nicholas Hytner : la mère d'Emily
- 2000 : The Day the Ponies Come Back de Jerry Schatzberg : Thelma
- 2005 : In Her Shoes de Curtis Hanson : Mme Stein
- 2006 : Jugez-moi coupable (Find Me Guilty) de Sidney Lumet : Sara Stiles
- 2006 : Inside Man : L'Homme de l'intérieur (Inside Man) de Spike Lee : Miriam Douglas
- 2007 : 7 h 58 ce samedi-là (Before the Devil Knows You're Dead) de Sidney Lumet : la réceptionniste de l'hôpital
- 2008 : The Wrestler de Darren Aronofsky : la préposée aux admissions
- 2008 : Miracle à Santa Anna (Miracle at St. Anna) de Spike Lee : une cliente de la poste
- 2009 : Big Fan de Robert Siegel : la mère de Paul
- 2010 : Black Swan de Darren Aronofsky : la costumière Georgina
- 2011 : Le Casse de Central Park (Tower Heist) de Brett Ratner : Rose
- 2017 : Mother! de Darren Aronofsky : une voleuse
- 2018 : Si Beale Street pouvait parler (If Beale Street Could Talk) de Barry Jenkins : l'épicière italienne
- 2022 : Armageddon Time de James Gray : la guide

### Télévision

#### Séries
- 1985 : Aline et Cathy (Kate and Allie), saison 3, épisode 1 The Reunion de Bill Persky : Gloria
- 1989 : Gideon Oliver, saison unique, épisode 2 Tongs : Greenfeld
- 1990-2004 : New York, police judiciaire (Law & Order)
  - Saison 1, épisode 6 Ô ministres intègres (Everybody's Favorite Bagman, 1990 : Alice Halsey) de John Tiffin Patterson et épisode 9 L'Indifférence qui tue (Indifference, 1990 : Carla Lowenstein)
  - Saison 10, épisode 11 Les Oubliés (Collision, 2000) : Myma Bauer
  - Saison 15, épisode 11 Au-delà de l'acceptable (Fixed, 2004) : Carla Lowenstein
- 1996-1997 : Cosby, saison 1, épisode 7 Natural Born Debtors (1996) de John Whitesell et épisode 25 Social Insecurity (1997) de John Whitesell : Mme Kruger
- 1998 : Sex and the City, saison 1, épisode 12 Avoir la foi (Come All Ye Faithfull) de Matthew Harrison : Noanie
- 2001-2002 : Tribunal central (100 Centre Street), saisons 1 et 2, 9 épisodes
- 2004 : New York, unité spéciale (Law & Order: Special Victims Unit) (saison 5, épisode 18) : Dr Coetzee
- 2004 : La Star de la famille (Hope & Faith), saison 1, épisode 19 Olga et Magda (Faith's Maid) de Jerry Zaks : Olga
- 2014 : Blue Bloods, saison 5, épisode 7 Incompatibilité d'humeur (Shoot the Messenger) de David Barrett : Marion Davis
- 2021 : Blacklist, saison 8, épisode 20 Godwin Page (Godwin Page – No. 141) : Edna Brimley

#### Téléfilms
- 1973 : Mr. Inside/Mr. Outside de William A. Graham : Renée Isaacs
- 1977 : The Four of Us de James Cellan Jones
- 1983 : Le Prisonnier (Jacobo Timerman: Prisoner Without a Name,, Cell Without a Number) de Linda Yellen
- 2008 : Recomptage de Jay Roach : Carol Roberts

## Distinctions

### Récompenses
- 1990 : Deux Obie Awards gagnés, pour The Loman Family Picnic et When She Danced

### Nomination
- 1990 : Drama Desk Award de la meilleure actrice dans un second rôle, pour When She Danced